# Jay McKee
Jay McKee, född 8 september 1977 i Kingston, Ontario, Kanada är en kanadensisk professionell ishockeyback som spelar för Pittsburgh Penguins i NHL.
McKee blev draftad som nummer 14 av Buffalo Sabres i 1995 års NHL Entry Draft och spelade där fram till 2006 när han skrev på för St. Louis Blues som UFA (Unrestricted Free Agents). Kontraktet var på fyra år och värt $ 16 miljoner. 2009 valde Blues att köpa ut McKee från kontraktet och en vecka senare så skrev han på ett ettårskontrakt med Pittsburgh Penguins.